# Sipanea prancei
Sipanea prancei är en måreväxtart som beskrevs av Julian Alfred Steyermark. Sipanea prancei ingår i släktet Sipanea och familjen måreväxter. Inga underarter finns listade i Catalogue of Life.